# Soshana

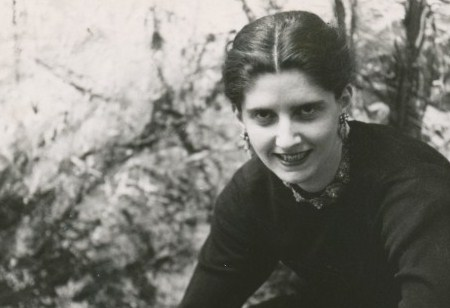
Soshana Afroyim in ihrem Atelier in Paris (1956)

Soshana Afroyim (* 1. September 1927 in Wien; † 9. Dezember 2015 ebenda; Geburtsname Susanne Schüller, Künstlername ab 1948 Soshana) war eine österreichische Malerin. Ihre Schaffenszeit fällt in die klassische Moderne. Im Zuge ihrer Reisen porträtierte sie Persönlichkeiten und entwickelte ihre Kunst in verschiedene Richtungen. Während Soshanas Frühwerk geprägt ist von klassischen, naturalistischen Darstellungen in Form von Landschaften und Porträts, ist für ihr späteres Werk die Abstraktion – inspiriert von der chinesischen Kalligrafie – von Bedeutung.

## Leben

### Kindheit
Soshana wurde 1927 in Wien unter dem Namen Susanne Schüller als erstes von zwei Kindern in eine gutbürgerliche jüdische Familie geboren. Ihr Bruder Maximilian Schüller folgte zwei Jahre später. Vater Fritz Schüller besaß eine Manschettenknopffabrik, Mutter Margarethe Schüller war Bildhauerin.
Soshana besuchte zunächst die Rudolf-Steiner-Schule, danach die alternative Schwarzwaldschule.
Bereits im Kindesalter begann Soshana zu malen und zu zeichnen. Die Mutter unterstützte ihre Kreativität und sammelte akribisch alle Werke ihrer Tochter.

### Flucht
Die Kindheit Soshanas nahm mit dem Anschluss Österreichs an Hitler-Deutschland im März 1938 ein abruptes Ende. Die junge Familie musste ihr gesamtes Hab und Gut hinterlassen und verließ die Heimat. Mutter und Kinder flohen zunächst in die Schweiz, dann nach Paris und 1939 schließlich für zwei Jahre nach England. Hier besuchte Soshana das Northwood College und 1940 die Chelsea Polytechnic School in London, wo sie Mal- und Zeichenkurse nahm und eine Ausbildung in der Modezeichnung erhielt.
Soshana, die den Aufmarsch von Hitler über die Wiener Ringstraße vom Fenster aus beobachtete und in London Zeugin des Luftkrieges wurde, verarbeitete in Frankreich als Zwölfjährige ihre Eindrücke, zum Beispiel in einer Zeichnung, die sie mit Hitler als Cloun betitelte und 1940 in London, wo sie eine Bilderserie vom Luftkrieg anfertigte.

### Emigration nach Amerika
Soshanas Vater war von Paris nach Spanien über Tanger nach New York geflohen. 1941 gelang es ihm, ein Affidavit für seine Familie zu bekommen, und so gelang es Soshana, ihrer Mutter und ihrem Bruder, mit der S.S. Madura, dem letzten Passagierschiff, das im Zweiten Weltkrieg über den Atlantik fuhr, in die USA überzusetzen.
In New York besuchte Soshana die Washington Irving High School und begann unter der Anleitung des Künstlers Beys Afroyim (1893–1984), zunächst in einer Gruppe und später im Einzelunterricht, zu malen. Soshanas Eltern waren derweil mit der Neuorganisation ihres Lebens und dem Wiederaufbau eines halbwegs normalen Alltags beschäftigt. Dem Vater Fritz Schüller gelang es jedoch nicht, geschäftlich Fuß zu fassen, weshalb die Mutter Margarethe die Familie durch einen kleinen Laden, in dem sie Selbstgestricktes verkaufte, über Wasser hielt.
Soshana fand bei ihrem Lehrer Afroyim die Aufmerksamkeit und Geborgenheit, die ihr zu Hause fehlten, und es entwickelte sich eine besondere Freundschaft und in weiterer Folge eine Liebesbeziehung.

#### Reisen durch Amerika

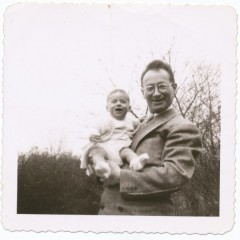
Beys Afroyim und Sohn Amos (1947)

Im Alter von 17 Jahren reiste Soshana mit Beys Afroyim gegen den Willen ihrer Eltern durch ganz Amerika. Um sich den Lebensunterhalt zu finanzieren, malte das Paar auf seinen Reisen Porträts von Schriftstellern, Musikern, Staatsmännern und Wissenschaftlern wie Thomas Mann, Arnold Schönberg, Lion Feuchtwanger, Franz Werfel, Otto Klemperer, Bruno Walter, Theodore Dreiser und Hanns Eisler.
Als im Mai 1945 die UNO in San Francisco gegründet wurde, porträtierte das Künstlerpaar Delegierte, wie z. B. Wassili Wassiljewitsch Kusnezow, den stellvertretenden Vorsitzenden des Staatlichen Plankomitees der UdSSR.
Im selben Jahr heiratete Soshana den wesentlich älteren Beys Afroyim in Chicago, und 1946 wurde aus dieser Ehe ein Sohn, Amos, das einzige Kind Soshanas, in New York geboren.

#### Aufenthalt in Kuba und die erste große Ausstellung
Beys Afroyim war aktives Mitglied der Kommunistischen Partei der USA (CPUSA). Aufgrund der Verfolgung von Kommunisten während der McCarthy-Ära beschloss das Ehepaar, die USA zu verlassen, und verbrachte neun Monate in Kuba. Dort hatte Soshana 1948 im Circulo de Bellas Artes in Havanna ihre erste große Ausstellung, hier übernahm sie auch erstmals den Kosenamen Soshana (hebräisch für Lilie), den Beys ihr gegeben hatte, als Künstlernamen.
Soshana und Beys kehrten in die USA zurück, doch wurde es dort bald zu gefährlich für die beiden, weshalb sie 1949 die Vereinigten Staaten verließen und sich nach Europa wandten, wo sie nach Aufenthalten in Holland, Österreich, England, Polen und der Tschechoslowakei letztendlich in Israel landeten.
Die schwierige finanzielle Lage der Familie und der feste Wille Soshanas und Beys, sich der Kunst zu widmen, strapazierten das Eheleben und führten schließlich im Jahre 1950 offiziell zur Scheidung. Soshana behielt zeit ihres Lebens den Nachnamen ihres Ex-Mannes, Afroyim. 1951 kehrte sie mit ihrem Sohn nach Wien zurück.

### Wien – Paris

#### Kunststudium in Wien
Um sich nun voll und ganz der Kunst widmen zu können, überließ Soshana ihr fünfjähriges Kind der Obhut ihres Vaters Fritz, der schon 1947 nach Wien zurückgekehrt war und dem Jungen ein stabileres Leben bieten konnte. 1951 begann sie ein Kunststudium an der Hochschule für Angewandte Kunst und wechselte 1952 an die Akademie der Bildenden Künste, wo sie unter der Anleitung von Sergius Pauser, Albert Paris Gütersloh und Herbert Boeckl malte. Der akademische Kunstbegriff entsprach jedoch nicht ihren Vorstellungen, weshalb sie sich 1952 dazu entschloss, ihr Studium abzubrechen und nach Paris zu ziehen.

#### Paris
In den 1950er Jahren war die französische Hauptstadt ein „Mekka der Kunst“, die „Metropole der damaligen Avantgarde, ein Schmelztiegel an neuen Einflüssen“ und „revolutionären Ideen“.
Soshana bezog zunächst das ehemalige Atelier des französischen Künstlers André Derain, danach ein Atelier in der Impasse Ronsin, direkt neben dem Bildhauer Brâncuși, der sie liebte „wie ein Vater seine Tochter“.
Später arbeitete Soshana in einem Atelier in der Rue de la Grand-Chaumiere, das früher den Malern Alfons Mucha und Paul Gauguin gehört hatte – ein kaltes feuchtes Loch mit bröckelnden Wänden: „[…] nachdem ich einige Monate dort verbracht hatte, begriff ich, weshalb Gauguin nach Tahiti geflohen war.“

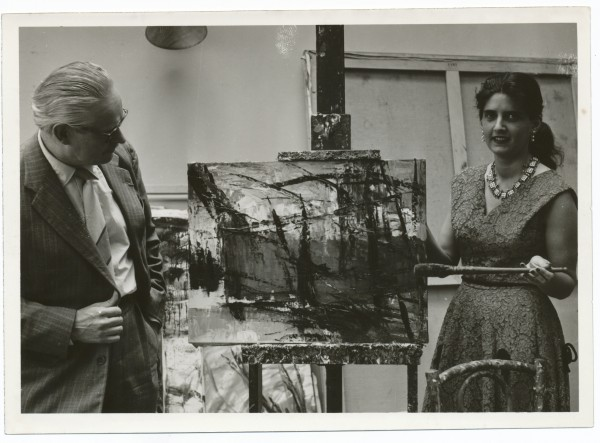
Soshana in ihrem Pariser Atelier (1953)

Trotz aller Armut und Entbehrungen war es eine „bittersüße Zeit“; ganze zweiundzwanzig Jahre war Paris Soshanas Lebenszentrum. Sie schloss Bekanntschaft mit zahlreichen Persönlichkeiten wie dem tschechischen Maler Kupka, dem französischen Künstler Herbin, dem Maler und Bildhauer Ossip Zadkine, dem französischen Bildhauer César, den französischen Malern Pignon und Bazaine, dem deutschen Maler, Graphiker und Bildhauer Max Ernst. Außerdem lernte sie den französischen Künstler Yves Klein, den amerikanischen Bildhauer Alexander Calder, die Künstler Wifredo Lam, Sam Francis, Fontana, Émile Gilioli, den französischen Philosophen und Schriftsteller Jean-Paul Sartre und den bekannten indonesischen Maler Affandi kennen, sowie Chagall, den sie in St. Paul de Vence besuchte.
Vor allem aber mit Alberto Giacometti, den sie 1956 kennenlernte, verband Soshana eine tiefe Freundschaft und gegenseitige Wertschätzung.
Zu Soshanas überzeugtesten Förderern gehörte ab 1953 der Zürcher Galerist Max G. Bollag.
In Paris hatte Soshana Ausstellungen, unter anderem in der Galerie André Weil, in verschiedenen Salons wie dem Salon d’Automne, dem Salon de Printemps, dem Salon des Réalités Nouvelles und im Salon de Mai, wo sie zum ersten Mal Pablo Picasso traf. Der Künstler lud sie in seine Villa nach Vallauris ein, wo er 1954 ein Porträt der 27-Jährigen zeichnete. „Picasso interessiert auch die Frau hinter der Künstlerin, die so unabhängig, wie er als Mann es gewohnt ist, ihr Leben bestimmt. Er ist völlig fasziniert von ihrer außergewöhnlichen Persönlichkeit und ihren exotischen Reisen, die Anlass für lange und intensive Diskussionen geben.“

### Reisen um die Welt

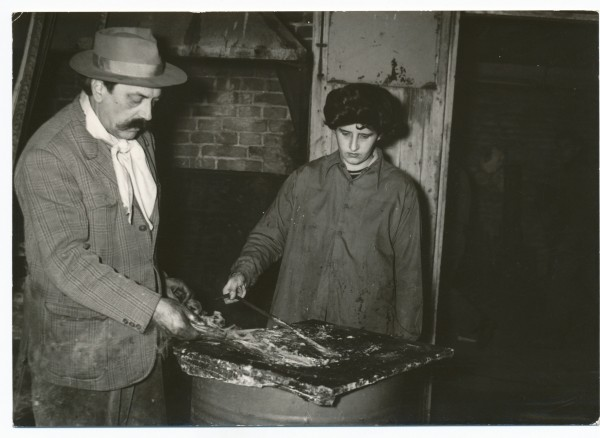
Pinot Gallizio und Soshana in Alba del Piemonte, Italien (1960)

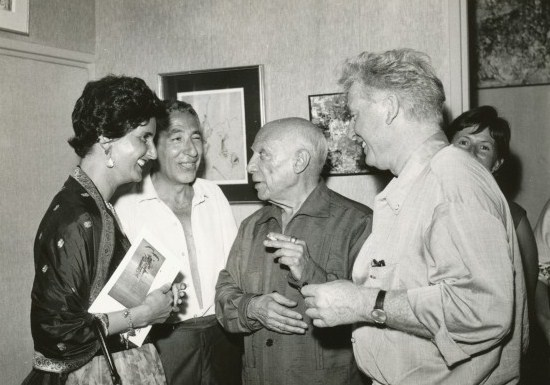
Soshana, André Verdet, Picasso und Pignon bei der Eröffnung der Soshana-Ausstellung im Château Grimaldi in Antibes, Frankreich, 1962

Ab 1956 unternahm Soshana ausgedehnte Reisen in den Fernen Osten. Sie hatte es geschafft, vom Chinesischen Kulturministerium eine Einladung zu bekommen, um in Peking auszustellen, und auf dem Weg nach China besuchte sie Indien, Thailand, Kambodscha und Japan. Soshana interessierte sich sehr für indische Philosophie, Hinduismus und Buddhismus und war zutiefst beeindruckt von der kalligraphischen Kunst Chinas und Japans. Sie erlernte Techniken mit Tusche auf Reispapier bei buddhistischen Mönchen in Kyoto und bei chinesischen Malern in Hangzhou. Die Kunst der Kalligraphie wurde prägend für ihren Stil.
1957 erreichte sie schließlich Peking, um dort ihre Werke im Kaiserpalast auszustellen.
1959 reiste die Künstlerin durch Afrika, wo sie Albert Schweitzer in Lambaréné porträtierte und schließlich nach Paris zurückkehrte.
Im selben Jahr lernte Soshana den italienischen Künstler Pinot Gallizio kennen. In Paris und in seinem Atelier in Alba del Piemonte schufen die beiden Künstler an die zwanzig gemeinsame Arbeiten. Durch Gallizio kam Soshana auch in Kontakt mit der CoBrA-Gruppe, unter anderem mit Karel Appel und Asger Jorn. Als Frau wurde ihr jedoch die Mitgliedschaft in der Künstlergruppe verwehrt. In London begann 1959 eine Zusammenarbeit mit der O’Hana Gallery, wo sie zwischen 1959 und 1963 dreimal ausstellte.
1962 hatte Soshana eine erfolgreiche Ausstellung im Château Grimaldi, dem späteren Musée Picasso in Antibes, in Südfrankreich.

#### Soshana in Mexiko
Ab 1964 verbrachte Soshana immer wieder längere Zeit in Mexiko.
Sie bereiste das Land und wohnte viele Monate in Cuernavaca, der „Stadt des ewigen Frühlings“, damals das Refugium vieler Künstler und Intellektueller. Sie schloss Freundschaft mit wichtigen mexikanischen Künstlern wie Rufino Tamayo, David Alfaro Siqueiros, José Luis Cuevas und Mathias Goeritz, der zu einem ihrer wichtigsten Wegbegleiter in Mexiko wurde.
In Mexiko traf die Künstlerin 1965 auch erstmals Adolph Gottlieb, zu dem sie später in New York eine tiefe Freundschaft unterhielt.
1966 fand eine Ausstellung ihrer Werke im Palacio de Bellas Artes, der wichtigsten kulturellen Einrichtung Mexikos, statt.

#### Zweite Weltreise
Ihre zweite Weltreise führte Soshana 1968 unter anderem in die Südsee, die Karibik, nach Thailand, Bali, Australien, Indien, Sikkim, Nepal, Afghanistan, den Iran und Israel.
In Sikkim wurde sie 1969 vom Königshaus beauftragt, Porträts des Königs und der Königin von Sikkim zu fertigen. Außerdem wurde sie im selben Jahr Mitglied der Theosophischen Gesellschaft.
Die Künstlerin zog 1972 nach Jerusalem, wo im Jahr darauf vier geplante Ausstellungen in der Old Jaffa Gallery durch den Ausbruch des Jom-Kippur-Krieges verhindert wurden. Zwei Jahre später, 1974, zog sie nach New York.

### New York
Von 1974 bis 1985 lebte und arbeitete Soshana in New York, wo sie anfangs in Manhattan im berühmt-berüchtigten Chelsea Hotel wohnte, bevor sie ein Atelier in Queens bezog.
Auch in New York schloss sie Bekanntschaft mit namhaften Persönlichkeiten wie Mark Rothko, Francesco Clemente und dem Kunstmäzen Joseph Hirshhorn und sie vertiefte ihre Freundschaft zu Adolph Gottlieb, den sie bereits 1965 kennengelernt hatte.
Obwohl sie insgesamt neun Soloausstellungen in New York hatte, wurde Soshana nie so richtig glücklich im „Big Apple“. 1985 kehrte sie in ihre Heimatstadt Wien zurück.

### Wien
Mit Wien als Lebensmittelpunkt ging Soshana ihrer Reiseleidenschaft so lange nach, bis es ihr gesundheitlicher Zustand ab 2005 nicht mehr zuließ. Sie lebte in einem Pflegeheim, wo sie nach wie vor täglich malte. Ihr Sohn Amos hat sich 2005 ihrer Werke angenommen und organisiert international Ausstellungen und andere Projekte.
Ihr ganzes Leben schrieb Soshana Tagebücher, filmte ihre Reisen, interviewte Künstler und andere Persönlichkeiten aus dem Kunstumfeld und begann schriftliche Aufzeichnungen über ihr Leben und die Entwicklung der internationalen Kunstszene zu verfassen. Zwei autobiografische Buchprojekte wurden in Angriff genommen, jedoch nie fertiggestellt. Diese Sammlungen von Videotapes, Tonbandaufnahmen und Manuskripten sowie Soshanas gesamter Vorlass wurde 2008 ins Archiv der Österreichischen Nationalbibliothek übernommen und sind somit der Öffentlichkeit zugänglich.
Darüber hinaus erschien im Herbst 2010 die erste Monografie zum Leben und Werk der Künstlerin mit dem Titel Soshana. Leben und Werk im Springer-Verlag.
Im September 2011 wurden sieben Soshana-Werke aus einer Wiener Privatsammlung gestohlen.

## Werk

### Frühe Arbeiten
Soshanas Frühwerk verbindet Positionen des Amerikanischen Realismus mit jugendlich unbekümmertem Fauvismus.

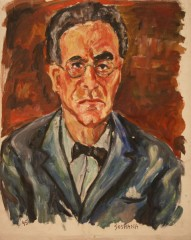
Otto Klemperer, Dirigent, Öl auf Leinwand, 1945

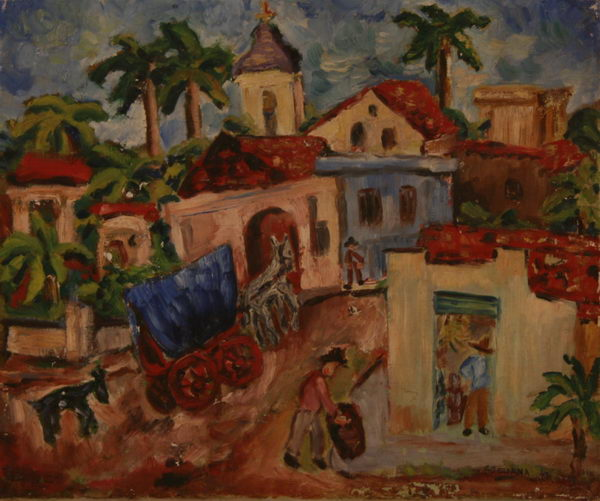
Outside Havana, Öl auf Leinwand, 1947

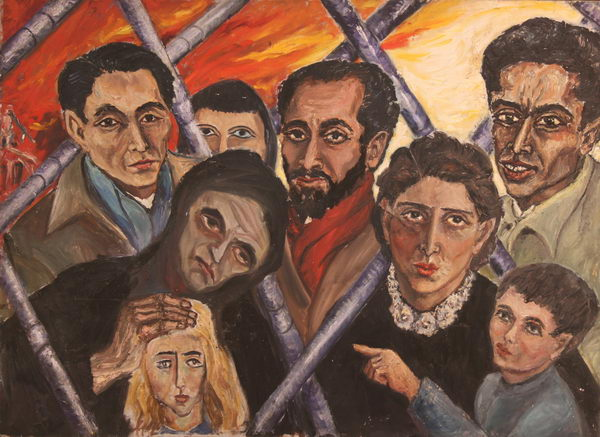
Artists in Paris, Öl auf Leinwand, 1955

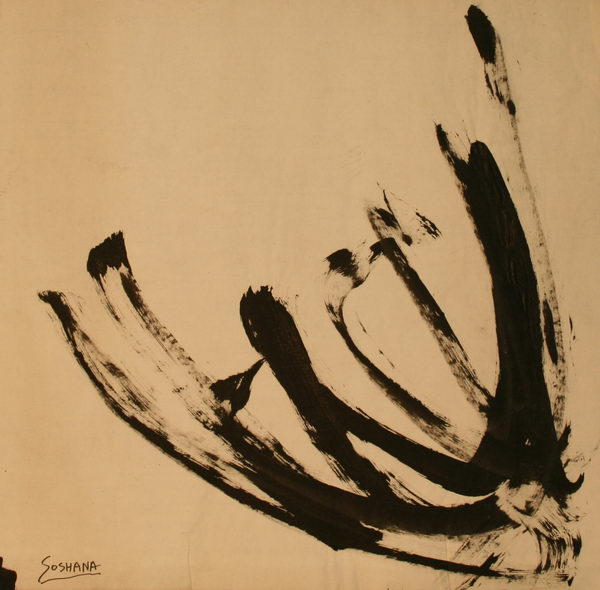
Kyoto, Tusche auf Papier, 1957

Ab dem Alter von vierzehn Jahren besuchte Soshana eine New Yorker Kunstschule und wurde dort in ihrem Stil nachhaltig geprägt.
Bis zu ihren frühen abstrakten Bildern, die ab ihrem Umzug 1952 nach Paris entstanden, malte sie einen farbintensiven, archaisierenden Realismus.
Soshanas plakativer Realismus jener Jahre ist im Kontext der politisch engagierten Kunst um 1945 zu sehen, einer Übergangsphase zwischen den Realismen der 1930er Jahre und der abstrakten Malerei der 1950er Jahre.
Schon in London hatten die Erfahrungen der Bombardements die angehende Künstlerin zur Auseinandersetzung mit ihrer Umwelt bewegt. Ihr New Yorker Kunstlehrer und späterer Ehemann Beys Afroyim, der engagierter Kommunist war, führte sie noch näher an den sozialen Realismus heran.
Afroyim und Soshana verkehrten intensiv in einem politisch aktivistischen New Yorker Künstlermilieu, das sich vorwiegend aus europäischen Immigranten zusammensetzte.
Auf ihren Reisen mit Beys Afroyim durch die USA, und später Kuba, Israel und Europa, malte Soshana Straßenszenen (z. B. Old Street in NY City, 1943, oder Street in L.A., 1945), Arbeiter in den Fabriken (z. B. die Serie My Sweatshop in New York, 1944), Menschen, die sie auf ihrem Weg traf (z. B. Two Black Youths, 1944, oder Young Man with a Straw, 1945) und vermehrt auch Landschaften. Zudem fertigte sie viele Auftragsporträts von Künstlern und Politikern (z. B. Franz Werfel auf seinem Totenbett, 1945, oder Otto Klemperer, 1945).
Diese Porträts reflektieren auch das kritisch-intellektuelle Umfeld, in dem Soshana und ihr späterer Ehemann Beys Afroyim verkehrten.
Alle Dargestellten blicken in diesen frontalen oder dreiviertel Porträts betont melancholisch. Aus der Perspektive des plakativen Sozialrealismus interpretierte Soshana die Psychologie europäischer Emigranten in Los Angeles und europäischer Gesandter des Gründungskongresses der Vereinten Nationen in San Francisco.
Soshanas Milieustudien von Arbeitern in Fabriken weisen inhaltliche Affinitäten zu Werken bekannter Regionalisten und Sozialrealisten wie Thomas Hart Benton, Grant Wood, der Soyer Brothers oder der mexikanischen Muralisten José Clemente Orozco und Diego Rivera auf.
Bis 1948 blieb Soshana dem farbintensiven und expressiven Sozialrealismus treu. Figuren werden in diesen Bildern mit wenigen breiten Pinselstrichen grob und ohne jedes Detail modelliert, die Straßen und Landschaftsszenen sind stets aus einem leicht erhöhten Blickpunkt dargestellt, weder Häuser noch Figuren werfen Schatten, der satte Auftrag der Grundfarben verströmt eine fast heitere Stimmung, was als Nachklang des Fauvismus gedeutet werden kann.
Soshanas Bilder von österreichischen Alpenlandschaften, die nach ihrer Rückkehr nach Österreich 1951 entstanden, zeigen die ersten Schritte ins Informel.

### Paris, Asien und das Informel
Mit ihrem Umzug 1952 nach Paris wurde Soshana Teil der sogenannten Nouvelle École de Paris, eine Vertreterin der Pariser Schule.
Beeinflusst durch die Kontakte zu anderen Künstlern aus der ganzen Welt wandte sich Soshana nach und nach vom expressiven Realismus hin zum Informel.
Schritt für Schritt eliminierte sie den Gegenstand vollständig aus ihren Bildern und schloss damit an den internationalen Kunstjargon der Zeit nach 1945 an.
Die Malerei ihrer Pariser Zeit wird oft mit den Begriffen des Abstrakten Expressionismus sowie des Lyrischen Informel in Verbindung gebracht. Ihre Werke werden mit denen von Jackson Pollock, Georges Mathieu und Hans Hartung verglichen.
Ab der zweiten Hälfte der 1950er Jahre weist Soshanas Malerei zunehmend einen kalligrafischen Duktus auf. In Paris hatte sie viele japanische und chinesische Bekanntschaften (z. B. Tobashi, Walasse Ting) und machte ihre ersten Versuche mit der Kalligrafie.
Wie viele andere Künstler des Informel war Soshana fasziniert von der asiatischen kalligrafischen Ästhetik und der Philosophie dahinter.
Den ausschlaggebenden Impuls, sich intensiv mit traditioneller fernöstlicher Kunst zu beschäftigen, erhielt sie während ihrer Asienreise 1957. Sie experimentierte mit Papier und Tusche und wandte die Technik bald auch auf ihre Ölbilder an.
Trotz aller Hinwendung zur abstrakten Kunst ab 1952 löste sich Soshana im Laufe ihres Lebens nie gänzlich vom Gegenstand. Immer wieder verwob sie Figuren in ihre Bilder.

### Mexiko und der Abstrakte Surrealismus
In Soshanas Werken sind immer wieder surrealistische Tendenzen zu finden;
unendliche Perspektiven, ortlose Weiten, in denen rätselhafte Gestalten, Masken und Köpfe im Raum zu schweben scheinen.
Die vermehrte Verwendung dieser surrealistischen Bildsprache fällt zeitgleich mit Soshanas erstmaliger Reise nach Mexiko 1960.
Mexiko hatte aufgrund seiner geografischen Lage und seiner politischen antifaschistischen Position eine große Anziehungskraft auf Künstler und Intellektuelle aus Europa.

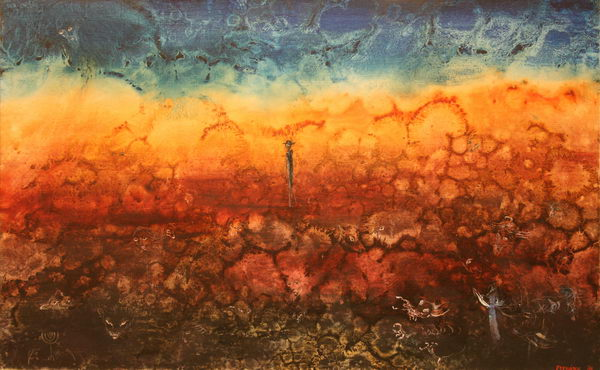
Alone in Mexico, Öl auf Leinwand, 1969

Auch Soshana ist ein „Kind der Sprache der Malerei Mexikos“, eine „Pintora Filomexicana“.
Die Malerin war von dem Land zeit ihres Lebens magisch angezogen. Die Werke, die dort entstanden oder eine Erinnerung an das Land zum Motiv haben, weisen einen starken Eigencharakter auf.
Dafür entwickelte sie eine Technik weiter, auf die sie zufällig in ihrem Pariser Atelier gestoßen war, als es durch das Dach auf ein noch feuchtes Bild geregnet hatte. Mit Terpentin imitierte Soshana die Strukturen des tropfenden Wassers – was entstand, waren rauschhafte, psychedelische, exotische Emotionslandschaften. Drip Paintings mit umgekehrten Vorzeichen, die an die Struktur von Flüssigkristallen erinnern. Sie selber beschreibt: “Some biochemists say that my paintings resemble what you see, when you look into a microscope.”

### Einsamkeit und Schmerz
Ein Motiv zieht sich durch das gesamte Werk Soshanas und hat ihr den Ruf als „Prophetin des Unheils“, „Malerin der Beklemmung und Einsamkeit, des Leidens und Wahnsinns, des Schmerzes und des Todes“ oder „Kassandra der Leinwand“ (The Mainichi 1957) eingebracht: Eine einsame Figur, eine Silhouette oder ein Kopf zwischen schweren dunklen Balken oder umgeben von wildem, bedrohlichen Strichgestrüpp, oftmals in einer Tunnelperspektive.

### Politische Werke

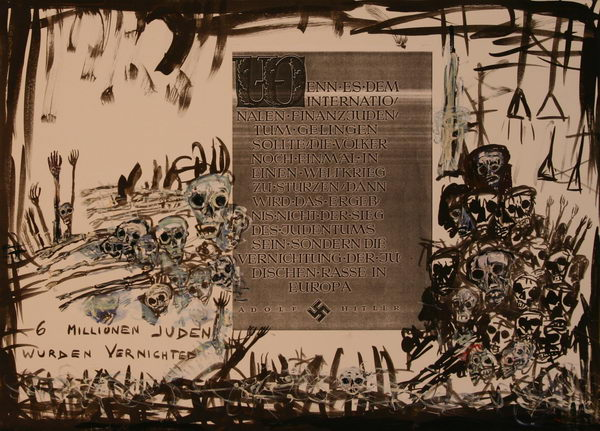
6 Millionen Juden, Mischtechnik auf Papier, 1988

Schon als Kind kreuzten politische Ereignisse Soshanas Biografie. Sie verarbeitete diese mit den Augen eines Kindes, beispielsweise in zwei Zeichnungen, die Hitler als Cloun darstellen oder eine Landschaftszeichnung mit Schweizer Flagge, die auf dem Fluchtweg der Familie über die Schweiz entstand.
Kalter Krieg, atomare Bedrohung, Terrorismus – all diese Themen tauchen immer wieder in Soshanas Œuvre auf.
Aber vor allem in ihrem späteren Schaffen nahm Soshana immer wieder Bezug auf politische Ereignisse.
Als sie 1985 nach Wien zurückkam, arbeitete sie das Thema Naziherrschaft und Holocaust bildnerisch auf. 1987/88 entstand zur Zeit des Wahlkampfes von Kurt Waldheim ein Bilderzyklus, in dem Soshana nationalsozialistische Propagandatexte collagenartig in Gouachemalerei einbaut. Ebenso zu den Jugoslawienkriegen, den Anschlägen auf das World Trade Center 2001 oder den Irakkriegen entstanden Serien.

### Spätwerk
Ab den späten 1980er Jahren verdichtete Soshana ihr Werk. Deutlich erkennbar sind dabei Reminiszenzen an vorhandene Werkserien.

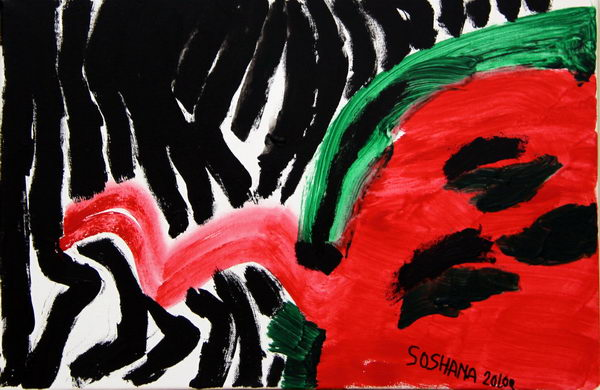
Watermelone, Öl auf Leinwand, 2010

Soshanas Spätwerk ab dem Jahr 2000 hebt sich deutlich von ihren restlichen Bildern ab. Klarer und ruhiger strukturiert sind die Flächen, einfacher die Formen, unvermischter die Farben.
Fast schon kindlich naiv wirken die Motive, die Gemälde sind kleine Bilderrätsel voller Ironie und Phantasie.

### Werke (Auswahl)
Eine Übersicht über Soshanas Schaffensperioden findet sich auf ihrer Homepage.
- 1944: Workers in a N.Y. Sweatshop, Öl auf Leinwand, 40,5 × 48 cm
- 1955: Artists in Paris, Öl auf Leinwand, 73 × 100 cm
- 1957: Maroque Marrakesch, Öl auf Leinwand, 60 × 55 cm
- 1963: Chinese Tiger, Öl auf Leinwand, 96 × 162 cm
- 1972: Terrorist in Munich, Öl auf Leinwand, 115 × 72 cm
- 1981: Rainbow, Öl auf Leinwand, 101 × 76 cm
- 1988: Concentration Camp, Acryl auf Leinwand, 116 × 74 cm
- 1990: Memories of Mexico, Öl auf Leinwand, 80 × 115 cm
- 1992: Chorramshar- Irak, Öl auf Leinwand, 75,5 × 115 cm
- 2004: Movement V., Acryl auf Leinwand, 40 × 60 cm
- 2007: Life, Öl auf Leinwand, 60 × 40 cm

## Rezeption

### Soshana innerhalb der Österreichischen Moderne
Soshana schuf den Großteil ihres Œuvres in den USA, Israel, Frankreich, Mexiko, Südamerika, Indien, Japan, China, Afrika usw. Die Wahrnehmung im Kontext der österreichischen Kunst des 20. Jahrhunderts ist ihr deshalb weitgehend versagt geblieben. Die ausländische Presse sah sie paradoxerweise aber sehr wohl als österreichische Malerin.
Heute wird sie oft als Kosmopolitin bezeichnet, als Globetrotterin, deren Werk durch Erfahrungen auf allen Kontinenten geprägt wurde.
„Soshanas Arbeiten wirken wie ein Reisetagebuch, das Seite für Seite ihre Reisen und die dort gesammelten Eindrücke und visuellen Erfahrungen widerspiegelt und sich dabei eines wechselnden Stils, der von mehr oder weniger abstraktem Impressionismus zu tachistischer Kalligrafie reicht, bedient.“ (Pierre Restany 1969, Kunsthistoriker, Philosoph, Kunstkritiker und Kurator)

### Soshanas Position als Frau im Kunstgeschehen
„Eine Frau, die Kunst macht, lebt in einer Prüfungssituation und die Prüfung kann von jedem oder jeder abgenommen werden. Weil jeder und jede ‚weiß‘, was eine Frau ist, deshalb kann jeder und jede sich das Recht herausnehmen, die Beurteilung der Kunst von einer Frau darauf zu reduzieren, wie sie als Frau ist.“
Eine Kunstkarriere war für eine Frau zu Soshanas Zeit keineswegs selbstverständlich. Das Ziel, von der Kunstproduktion zu leben, schien damals fast unerreichbar, weshalb viele angehende Künstlerinnen zusätzlich eine praktische Berufsausbildung absolvierten, meist im Umfeld des Kunstbetriebs.
Soshana wählte einen unabhängigen, selbstbestimmten und emanzipierten Weg, in einer Epoche, in der die rechtliche Gleichstellung mit dem Mann, dieselbe Möglichkeit, jeden Beruf ergreifen zu können, schlicht unvorstellbar war.
In einem Brief an die Co-Autorin ihrer Autobiografie ist sie sich ihrer Rolle als Pionierin bewusst:
“This is why I want to write this book, to say what a struggle I went through to be a woman and an artist and be maybe like 100 years ahead of the times we actually live in.”
Wie schwierig es war, sich als Frau auf dem Kunstmarkt zu behaupten, beweist die Tatsache, dass selbst eine revolutionäre Künstlergruppe, wie CoBrA, sie aus sexistischen Gründen ablehnte oder der Galerist ihres Künstlerkollegen Pinot Gallizio nicht wollte, dass sie auf den gemeinsamen Werken mitunterschrieb.
Die Ablehnung aufgrund ihres Geschlechts widerfuhr ihr oft. Im Manuskript ihrer Autobiografie erzählt sie: “The owner of the Galerie de France told me in no uncertain terms, that they did not like to take woman artists on contract, it was considered too risky. A woman could get married, have children and abandon her career. Twenty years of publicity and a long-term financial investment in a female artist would be ruined over-night. Since this did not apply in my case, I felt the discrimination against women all the more.”
Die Rolle einer Frau in der Kunst war, nach damals weit verbreiteter Meinung, die einer Muse, die den Künstler zu inspirieren hatte, nicht die einer Malerin, die selbst den Pinsel in die Hand nahm.
Soshana aber verstand es, sich ein eigenständiges unverwechselbares Image als Künstlerin zu kreieren und ein erfolgreiches Selbstmanagement zu betreiben. Mittels spannungsgeladener Geschichten versuchte sie einen regelrechten Mythos um sich selbst zu schaffen.
Vor allem um ihre Begegnung mit Picasso machte sie einen Kult, speziell um jenen Tag, als sie ihn in seiner Villa in Vallauris besuchte, um von ihm porträtiert zu werden, und Picassos Einladung, bei ihm zu bleiben, ablehnte. Der geplante Titel eines nie fertiggestellten Romans The Girl who said No to Picasso veranschaulicht den Versuch, mittels eines großen Namens die Aufmerksamkeit auf sich zu lenken.
Trotzdem war sie oft hin- und hergerissen zwischen Erleichterung und Stolz, „Nein“ gesagt zu haben, und dem Bedauern, nicht doch den damals sichereren Weg an der Seite eines Mannes beschritten zu haben.

## Auszeichnungen
- Im März 2008 präsentierte die Österreichische Post die Sonderbriefmarke Soshana in der Serie „Moderne Kunst in Österreich“.
- 2. September 2009: Goldenes Verdienstzeichen des Landes Wien
- 27. Mai 2010: Ehrenkreuz für Wissenschaft und Kunst der Republik Österreich

## Ausstellungen (Auswahl)

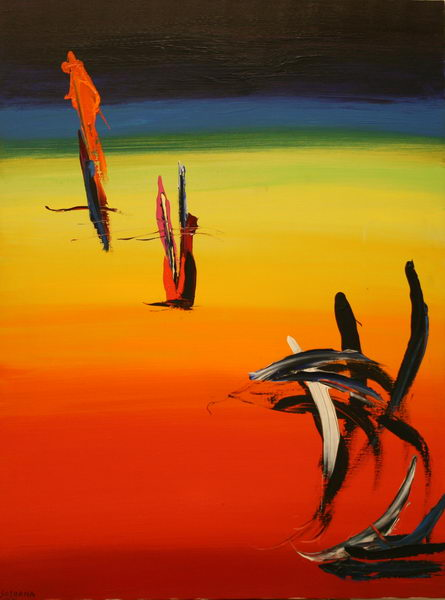
Rainbow, Öl auf Leinwand 1981. Motiv der Sonderbriefmarke Soshana aus der Serie Moderne Kunst in Österreich 2008

- 1948: Circulo de Bellas Artes, Havanna
- 1957: Imperial Palace, Peking
- 1960: Museo de Arte, São Paulo
- 1961: Soshana, Musée Picasso, Antibes
- 1966: Museo de Arte Moderno, Mexiko-Stadt
- 1973: Old Jaffa Gallery, Israel
- 1976: Modern Art Centre, Zürich
- 1982: Horizon Gallery, New York
- 1997: Soshana-Retrospective, Palais Pálffy, Wien
- 1998: Lentos Museum, Linz, Österreich
- 1999: Musée Matisse, Le Cateau-Cambrésis, Frankreich
- 2006: Buch-Präsentation, Jüdisches Museum, Wien
- 2007: Siddhartha Art Gallery, Kathmandu, Nepal; Agora Gallery, New York; Givatayim Theater, Israel
- 2008: Khalil Sakakini Cultural Center, Ramallah, Westbank; City Council of Lima, Pancho Fierro Art Gallery, Peru
- 2009: Yeshiva University Museum, New York; National Bank von Serbien, Belgrad; UCLA Hillel Museum, Los Angeles
- 2012: Lilly’s Art, Wien; Ausstellung anlässlich Soshanas 85. Geburtstages
- 2013: Galerie des National Museum Bahrain
- 2013: Galizisch-Jüdisches Museum Krakau, Polen
- 2013: Österreichische Nationalbibliothek, Wien
- 2013: Galerie Art Couture Dubai, UAE
- 2013: Al-Babtain Library Kuwait
- 2014: Galerie del Ponte Turin, Italien
- 2014: Galerie Szaal, Wien
- 2015: Theater Nestroyhof/Hamakom, Wien
- 2015: Deutschvilla Strobl am Wolfgangsee, Österreich
- 2015: Gallery Lendnine, Graz
- 2016: Galerie Art Couture Dubai, UAE
- 2017: Kunsthall Oslo mit dem Edvard Munch Museum Oslo, Norwegen
- 2017: Österreichischen Kulturforum Istanbul, Türkei
- 2017: Österreichisches Kulturforum Neu Delhi, Indien
- 2018: Österreichisches Kulturforum London, Vereinigtes Königreich
- 2018: Kunstraum Dr. David, Wien, Österreich
- 2018: ARCC, Wien. Österreich
- 2018: Galerie ART nou mil.lenni, Barcelona, Spanien
- 2018: Goetheinstitut Shanghai, China
- 2019: Stadtgalerie Kitz-Art, Kitzbühel, Österreich
- 2019: Kleine Galerie, Wien, Österreich
- 2019: Weltmuseum Wien, Heldenplatz, Österreich
- 2019: Shanghai Art Collection Museum, China
- 2020: Amart Galerie – Austrian Modern Art, Wien, Österreich
- 2020: Deutschvilla Strobl, Strobl am Wolfgangsee, Österreich
- 2021: Fondazione Centro Giacometti, Schweiz
- 2021: Deutschvilla Strobl, Strobl am Wolfgangsee, Österreich
- 2022: Palais Palffy, Wien, Österreich
- 2022: Deutschvilla Strobl, Strobl am Wolfgangsee, Österreich
- 2022: Never at Home, Wien, Österreich
- 2022: Albertina Modern, Wien, Österreich
- 2022: JAM Gallery Luzern, Schweiz
- 2022: Kleine Galerie, Wien, Österreich
- 2023: Deutschvilla Strobl, Strobl am Wolfgangsee, Österreich
- 2024: Hessen Kassel Heritage, Kassel, Deutschland

## Film
Überall alleine. Die Malerin Soshana. Der 45-minütige Dokumentarfilm wurde von Werner Müller produziert und im Dezember 2013 auf 3sat ausgestrahlt. Er basiert auf Soshanas Leben, die Dreharbeiten fanden in Wien, Paris, Mexiko und New York statt.